# Обала Слоноваче на Светском првенству у атлетици у дворани 2018.
Обала Слоноваче је на 17. Светском првенству у атлетици у дворани 2018. одржаном у Бирмингему од 1. до 4. марта учествовала шеснаести пут, односно, пропустила је само једно СП и то 2004. године. Репрезентацију Обале Слоноваче представљало је 5 атлетичара (2 мушкарца и 3 жене) који су се такмичили у 3 дисциплине (1 мушка и 2 женске).,
На овом првенству такмичари Обале Слоноваче су освојили 2 медаље, златну и сребрну. Овим успехом Обале Слоноваче је заузела 6 место у укупном пласману освајача медаља.
Поред освојених медаља такмичари Обале Слоноваче оборили су један рекорд Африке, два лична рекорда и остварили два најбоља светска резултат сезоне.
У табели успешности према броју и пласману такмичара који су учествовали у финалним такмичењима (првих 8 такмичара) Обала Слоноваче је са 2 учесника у финалу делила 14. место са 15 бодова.
| Плас. | Земља           | 1. место | 2. место | 3. место | 4. место | 5. место | 6. место | 7. место | 8. место | Бр. финал. | Бод. |
| ----- | --------------- | -------- | -------- | -------- | -------- | -------- | -------- | -------- | -------- | ---------- | ---- |
| =14.  | Обала Слоноваче | 1        | 1        | 0        | 0        | 0        | 0        | 0        | 0        | 2          | 15   |

## Учесници
| Мушкарци: - Бен Јусеф Меите — 60 м - Артур Сисе — 60 м | Жене: - Миријел Ауре — 60 м - Мари Жозе Та Лу — 60 м - Карел Елоди Зикет — 60 м препоне |  |

## Освајачи медаља (2)

### злато (1)
- Миријел Ауре — 60 м

### сребро (1)
- Мари Жозе Та Лу — 60 м

## Резултати

### Мушкарци
| Атлетичар       | Дисциплина | Лични рекорд | Квалификације  | Квалификације | Полуфинале  | Полуфинале | Финале                | Финале       | Детаљи |
| Атлетичар       | Дисциплина | Лични рекорд | Резултат       | Место         | Резултат    | Место      | Резултат              | Место        | Детаљи |
| --------------- | ---------- | ------------ | -------------- | ------------- | ----------- | ---------- | --------------------- | ------------ | ------ |
| Бен Јусеф Меите | 60 м       | 6,55 НР      | 6,63 КВ        | 1. у гр. 6    | 6,59 (.590) | 4. у гр. 2 | Нису се квалификовали | 10 / 49 (52) |        |
| Артур Сисе      | 60 м       | 6,57         | 6,66 (.652) КВ | 2. у гр. 5    | 6,59 (.587) | 3. у гр. 1 | Нису се квалификовали | 9 / 49 (52)  |        |

### Жене
| Атлетичарка       | Дисциплина   | Лични рекорд | Квалификација | Квалификација | Полуфинале            | Полуфинале            | Финале                | Финале       | Детаљи |
| Атлетичарка       | Дисциплина   | Лични рекорд | Резултат      | Место         | Резултат              | Место                 | Резултат              | Место        | Детаљи |
| ----------------- | ------------ | ------------ | ------------- | ------------- | --------------------- | --------------------- | --------------------- | ------------ | ------ |
| Миријел Ауре      | 60 м         | 6,99 НР      | 7,12 КВ       | 1. у гр. 5    | 7,01 кв, СРС          | 1. у гр. 1            | 6,97 СРС, АФР, НР, ЛР |              |        |
| Мари Жозе Та Лу   | 60 м         | 7,06         | 7,17 КВ       | 1. у гр. 2    | 7,08 КВ               | 1. у гр. 2            | 7,05 (.043) ЛР        |              |        |
| Карел Елоди Зикет | 60 м препоне | 8,18         | 8,43          | 7. у гр. 4    | Није се квалификовала | Није се квалификовала | Није се квалификовала | 35 / 36 (37) |        |